# Eni Gas & Power France
Eni Gas & Power France (anciennement Altergaz) est une entreprise française du secteur énergétique, 1er fournisseur indépendant de gaz naturel français à avoir obtenu du Ministère de l’Industrie l’autorisation de délivrer du gaz à la clientèle professionnelle, le 2 mai 2005.
À la suite de son rachat progressif par le fournisseur italien Eni, Altergaz a pris le nom de Eni Gas & Power France le 1er octobre 2012.
La société est spécialisée dans l’approvisionnement, l’acheminement et la commercialisation de gaz naturel en France. Les méthodes de démarchage de cette entreprise sont souvent évoquées sur les forums des associations de défense des consommateurs comme agressives[réf. nécessaire].

## Histoire

### Création
Altergaz a été créée en 2003 par deux anciens dirigeants de GDF : Jean-Paul George et Robert Delbos et un entrepreneur privé : Taoufik Tahar.
Dès janvier 2004 Georges Cohen a rejoint Altergaz en tant que business angel et a financé le projet jusqu'à son introduction en bourse.
Introduite en bourse en juin 2005, Altergaz a été cotée sur le marché libre de la bourse de Paris.

### Eni devient actionnaire majoritaire
Altergaz a scellé en juin 2007 une alliance industrielle et financière avec Eni 1er opérateur gazier européen. Eni s’est engagé sur le long terme à livrer à Altergaz, à des conditions compétitives, un volume de gaz naturel en ligne avec la croissance des besoins liés à son développement sur le marché français.
Depuis décembre 2010, Eni, 5e groupe énergétique mondial et 1er distributeur de gaz naturel en Europe, est le 1er actionnaire d’Altergaz avec plus de 63 % du capital.
Fin novembre 2011 Eni possède ~98 % de Altergaz (+/-13 % du marché français du gaz). Altergaz est devenu Eni le 1er octobre 2012.

### Label Clair'Énergie
Le label « Clair’Énergie » est destiné à aider les consommateurs dans leur choix de fournisseur d’électricité ou de gaz.
Pour protéger les clients d’éventuels abus et leur permettre de se retrouver dans la diversité des offres des fournisseurs, la Fédération Nationale des Collectivités Concédantes et Régies (FNCCR) a lancé officiellement le label « Clair'Énergie » le 20 mars 2008. Ce label garantit le respect d’engagements fermes pris par les fournisseurs d’électricité et de gaz. Il est réservé aux fournisseurs les plus respectueux des consommateurs.
Cette marque de confiance, destinée aux consommateurs, est destinée à les aider à choisir leur fournisseur d’électricité ou de gaz. Clair'Énergie «labellise» des offres de fournisseurs à partir de deux critères stricts :
- Les conditions générales de vente
- Les modalités de commercialisation respectueuses du consommateur

Ce label fait l’objet d’une surveillance active par les collectivités organisatrices de la distribution d’énergie et la FNCCR.

### La charte d’engagement[8]
La FNCCR a développé une charte sur les engagements que doivent remplir les fournisseurs envers leurs clients pour que leur offre soit labellisée « Clair’Énergie ». Cette charte complète les textes législatifs et réglementaires en vigueur pour simplifier le parcours du consommateur.

### Fournisseur de dernier recours
Dans un arrêté du 19 septembre 2008, Altergaz a été choisi comme fournisseur de dernier recours par le Ministère de l'écologie, de l'énergie, du développement durable et de l'aménagement du territoire. En France, tout fournisseur de gaz naturel doit disposer d'une autorisation de fourniture, délivrée par les services de l'État. Cette autorisation, délivrée après analyse des garanties présentées par les candidats, protège la clientèle d’une défaillance des fournisseurs. Toutefois, pour traiter le cas d'une éventuelle défaillance, la législation prévoit en complément une fourniture de dernier recours au bénéfice des clients assurant des missions d'intérêt général (écoles, hôpitaux, casernes de sapeurs-pompiers, etc.).

### Gaz de Bordeaux[11]
Altergaz a signé le 16 juillet 2008 un accord avec Gaz de Bordeaux, Entreprise Locale de Distribution (ELD) de gaz et ENI. Altergaz et ENI détiennent à présent chacun 17 % du capital de  Gaz de Bordeaux Énergie Services.

## Marché

### L’ouverture du marché[13]
- Août 2000 : ouverture du marché à la concurrence pour les sites industriels consommant plus de 237 GWh/an (20 % du marché)
- Août 2003 : ouverture du marché pour les sites consommant plus de 83 GWh/an (37 % du marché)
- Juillet 2004 : ouverture du marché à la totalité des professionnels (70% du marché)
- Juillet 2007 : ouverture du marché à l’ensemble des clients domestiques, soit environ 11 millions de foyers[14]

### Marché des particuliers
En juin 2007, Altergaz a reçu l’agrément de service aux particuliers, dans le cadre de l’ouverture du marché à la clientèle résidentielle. Pour l'acquisition de nouveaux clients, Altergaz misait notamment sur les techniques de porte-à-porte. Certains commerciaux avaient pour pratique de se faire passer pour le gestionnaire de réseau GrDF, ce qui a suscité des plaintes de clients dont on trouve encore la trace sur les forums en ligne.

### Changement de nom
En 2012, Altergaz prend le nom de sa maison mère et devient Eni (sous le nom administratif de Eni Gas & Power France),,.